# Libxml
libxml2 es una biblioteca de código para analizar documentos XML. Es también la base de la biblioteca libxslt, que procesa hojas de estilo XSLT-1.0. Está escrita en el lenguaje de programación C y es altamente portátil, pues depende sólo de la biblioteca estándar de ANSI C. Además de la interfaz nativa en C, provee interfaces para otros lenguajes de programación como: C++, C#, Perl, Python, Ruby y otros. Fue desarrollada originalmente dentro del proyecto GNOME, pero puede usarse independientemente de este. Se distribuye bajo la licencia de software MIT.
El número 2 en libxml2 hace referencia a que existió una versión previa (libxml1, hoy en desuso) que tenía una interfaz de programación distinta.